# Jonas Heeb
Jonas Heeb (* 1997; heimatberechtigt in Kriens und Altstätten) ist ein Schweizer Politiker (Junge Grüne/Grüne).

## Leben
Jonas Heeb wuchs in Horw auf. Er studiert Geschichte und Politikwissenschaft an der Universität Luzern und ist als politischer Sekretär bei der Gruppe für eine Schweiz ohne Armee GSoA tätig. Jonas Heeb lebt in Horw.

## Politik
Nach dem Rücktritt von Peter Bucher rückte Jonas Heeb für die Lokalpartei L20 in den Einwohnerrat (Legislative) der Gemeinde Horw nach. Er war von 2018 bis 2020 Mitglied der Gesundheits- und Sozialkommission und ist seit 2020 Mitglied des Büros des Einwohnerrates.
Jonas Heeb wurde 2019 in den Kantonsrat des Kantons Luzern gewählt. Mit dieser Wahl sind die Jungen Grünen zum ersten Mal im Luzerner Kantonsrat vertreten. Er ist seit 2019 Mitglied der Kommission Erziehung, Bildung und Kultur, seit 2021 Ersatzmitglied der Kommission Justiz und Sicherheit und seit 2022 Ersatzmitglied der Spezialkommission Planungsbericht Standortfindung.
Jonas Heeb war von 2016 bis 2020 Vorstandsmitglied und Co-Präsident der Jungen Grünen Kanton Luzern.